# ウロット
ウロット（カタルーニャ語: Olot: カタルーニャ語発音: [uˈɫɔt]）は、スペイン・カタルーニャ州ジローナ県のムニシピ（基礎自治体）。ガローチャ郡の政庁所在地である。

## 地理

### 位置
ジローナ県の県都ジローナの北西50キロメートルにあり、ガローチャ郡の中心都市である。ガローチャ郡は概して周辺地域よりも雨がちであり、年降水量は約1,000mmである。「ウロットで降ってないならば、どこでも降っていないだろう」(カタルーニャ語: Si no plou a Olot, no plou enlloc)という格言がある。
ウロットの面積は29.12km2であり、自治体中心部は標高443メートルにある。1971年には独立した自治体だったバテット・ダ・ラ・セラを併合した。北東はサン・ジュアン・ラス・フォンツ、南東はサンタ・パウ、南西はラス・プラセス、西はリウダウラ、北西はラ・バイ・ダ・ビアニャと境界を接している。

### 地勢
バレンティ山地、アイグアネグラ山地、バテット高原、マルボレニー高原、サン・バレンティ・ダ・ラ・ピーニャ高原に囲まれた平原に位置しており、この平原をフルビアー川が横断している。かつてウロットとジローナを結んでいた鉄道路線跡を利用した自転車道がある。
ウロットは街を取り囲んでいる4つの火山などの自然景観で知られており、自治体はガローチャ火山帯自然公園に含まれている。街の周囲にはムントリベット火山、ムンサコパ火山、ガリナーダ火山、ビサロケス火山という4つの火山を有する。ムンサコパ火山はウロットのシンボルのひとつであり、円形のクレーターを有する円錐形の火山である。ムンサコパ火山の頂上部からはウロットの街を一望することができる。頂上部には聖フランシスコにささげられた礼拝堂があり、またクレーターの周囲には2棟の物見塔がある。

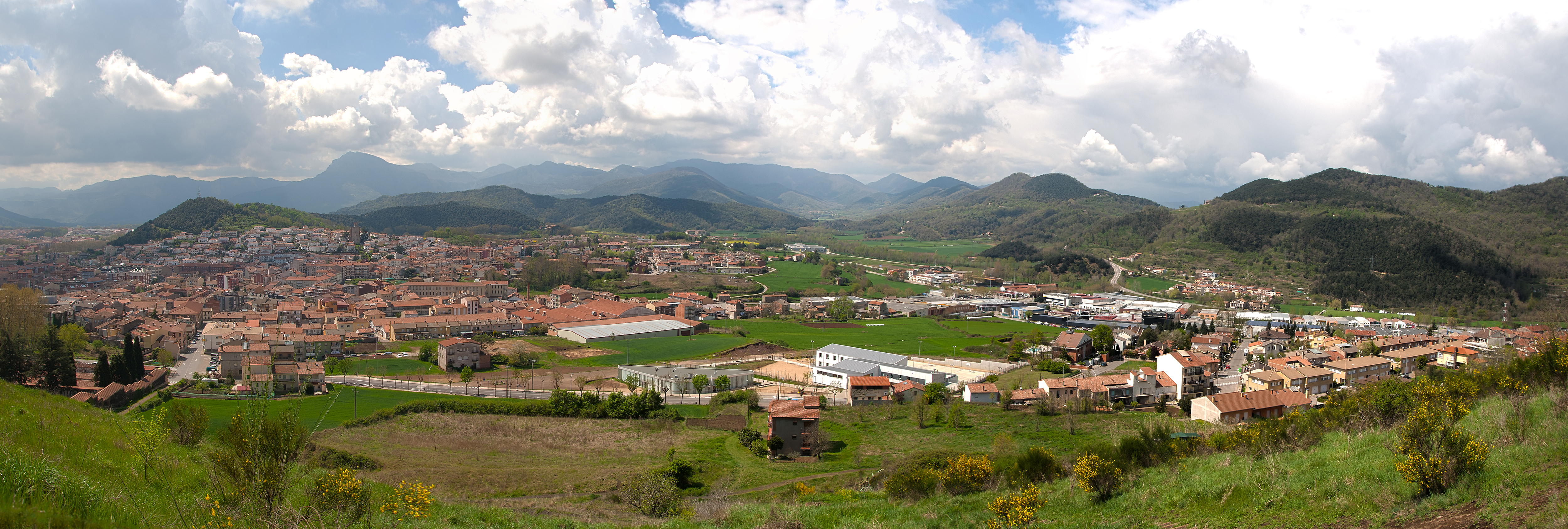
ムンサコパ火山から見たウロット

### 人口
| ウロットの人口推移 1718－2017                           |
|                                                         |
| 出典:INE（スペイン国立統計局）1900年 - 1991年、1996年 - |

## 政治
| 任期      | 首長名                | 政党                          |
| --------- | --------------------- | ----------------------------- |
| 1979–1983 | Joan Sala             | 集中と統一(CiU)               |
| 1983–1987 | Arcadi Calzada        | 集中と統一(CiU)               |
| 1987–1991 | Pere Macías           | 集中と統一(CiU)               |
| 1991–1995 | Pere Macías           | 集中と統一(CiU)               |
| 1995–1999 | Pere Macías           | 集中と統一(CiU)               |
| 1999–2003 | Lluís Sacrest         | カタルーニャ社会主義者党(PSC) |
| 2003–2007 | Lluís Sacrest         | カタルーニャ社会主義者党(PSC) |
| 2007–2011 | Lluís Sacrest         | カタルーニャ社会主義者党(PSC) |
| 2011–2015 | Josep María Corominas | 集中と統一(CiU)               |
| 2015–2019 | Josep María Corominas | 集中と統一(CiU)               |
| 2019–2023 | n/d                   | n/d                           |
| 2023–     | n/d                   | n/d                           |

## 文化

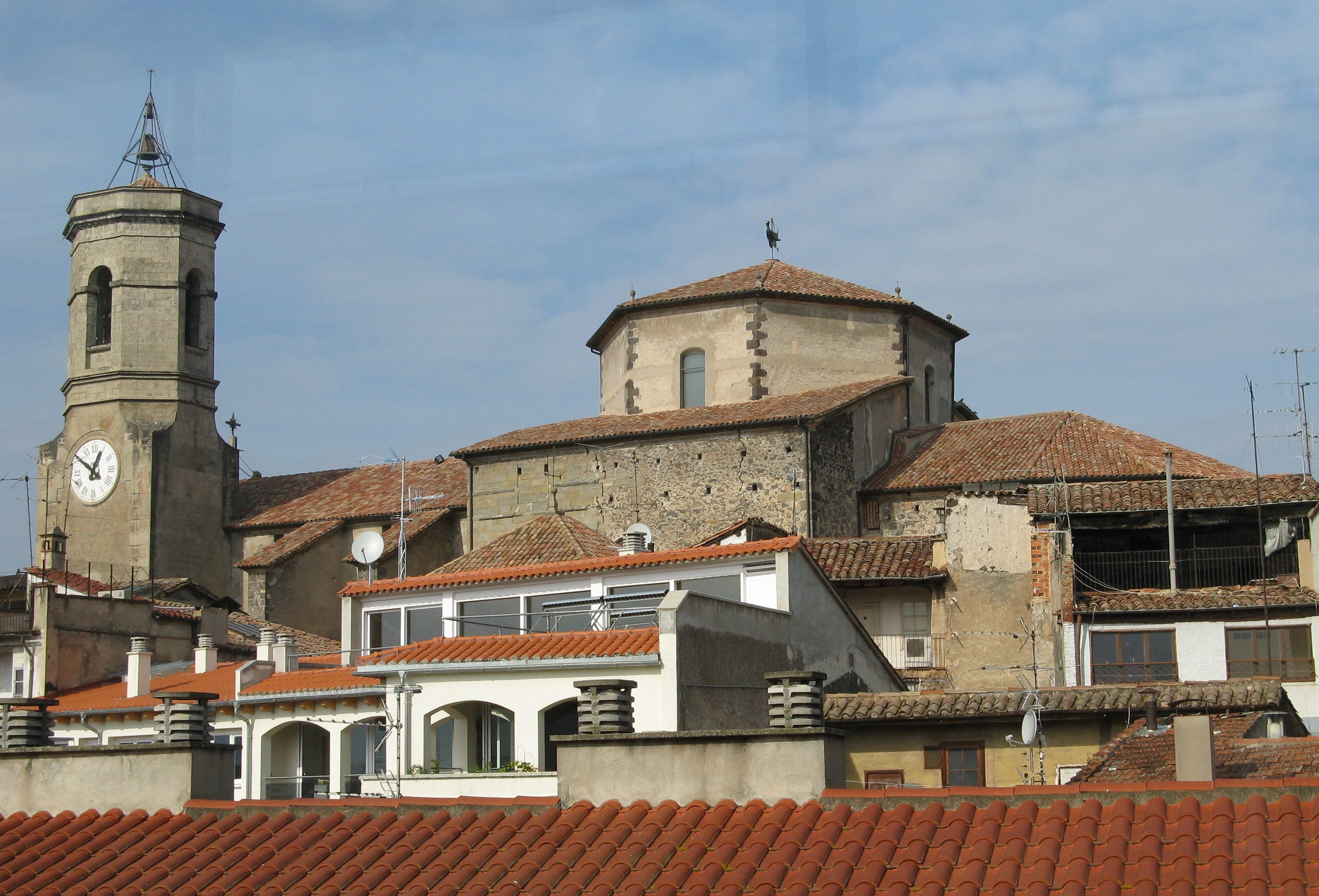
サン・アステベ教区教会

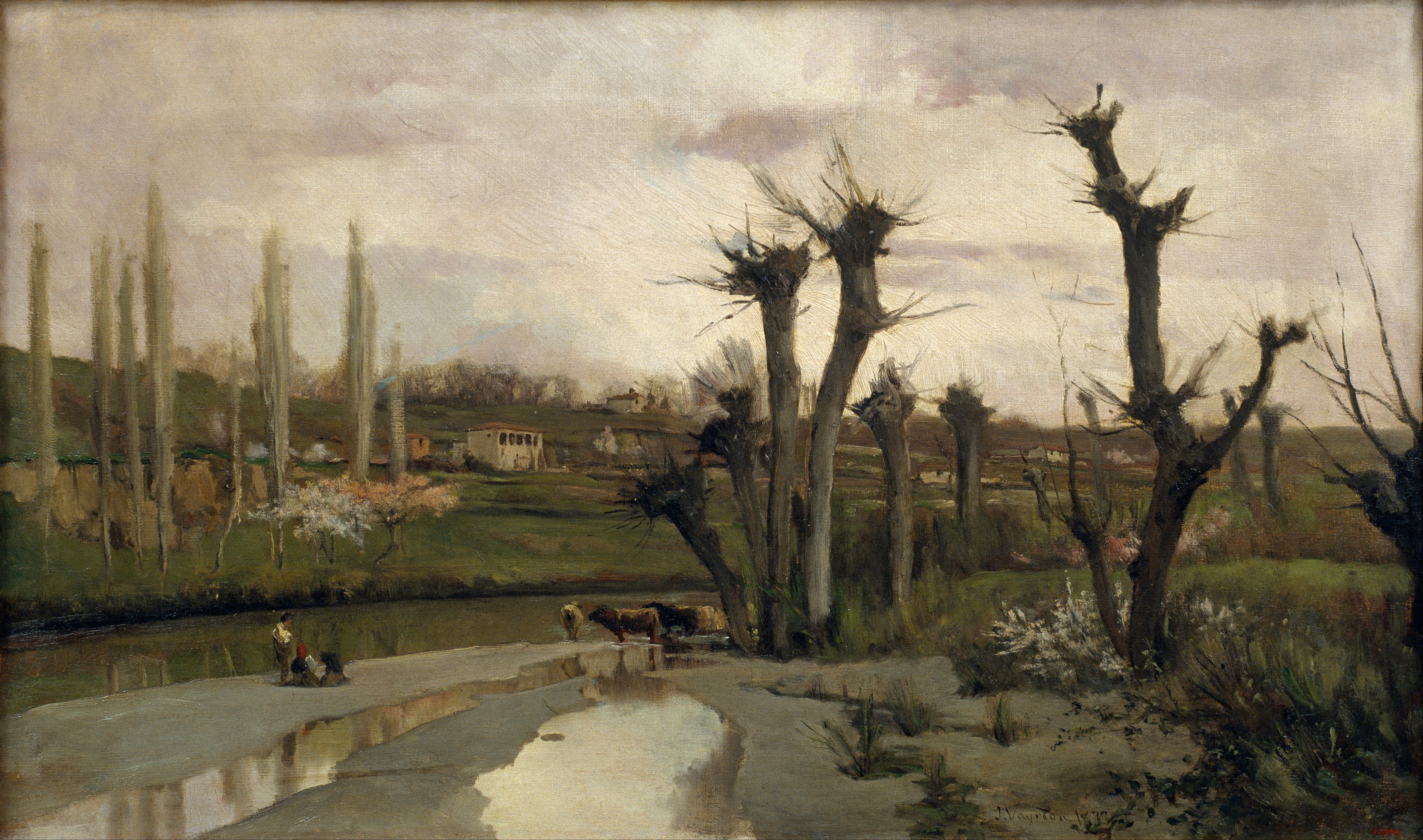
ジュアキン・バイレダによる風景画『春の始まり』（1877年）

### 旧市街
9世紀にその原型が生まれた旧市街は豊かな文化的遺産を持ち、3階建ての新古典主義建築のウスピシ回廊、ウロットの守護聖人であるラ・マレ・ダ・デウ・ダル・トゥラ教会、ルネサンス様式のアル・カルマ回廊、1763年に建設されたサン・アステベ教区教会、アール・ヌーヴォー建築のソラ＝モラレス邸などがある。サン・アステベ教区教会はエル・グレコの絵画などを有し、1993年には重要文化財に指定された。1905年には18世紀の新古典主義建築にウロット図書館・博物館が開館し、1982年にはガローチャ博物館に改称された。

### 風景画
1783年にはウロット司教によってウロット美術学校が設立された。19世紀後半にはウロット周辺に現れた風景画家の集団やその様式を指すウロット・スクール（ウロット学校）という用語が生まれ、1891年にはウロット美術学校がウロット未成年者美術学校に改称された。ウロット周辺にはピレネー山脈の南側にはそれほど多くないオークの森林があり、これらの森林はウロット・スクールの風景画家にも大きな影響を与えた。
1934年から1938年のスペイン第二共和政期にはカタルーニャ政府によってウロット風景画高等美術学校に改称された。民主化後の1990年にはこの美術学校がカタルーニャ州立のウロット高等美術学校に改編された。

## 出身者
- アントニオ・ソレール(1729-1783) : 作曲家・聖職者。
- ジュゼップ・ベルガ・イ・ボッシ（英語版）(1837-1914) : 風景画家。
- マリアン・バイレダ・イ・ビラ（英語版）(1853-1903) : 兵士・活動家。
- ミゲル・ブレイ(1866-1936) : 彫刻家。
- ペドロ・リョサス・バディア（英語版）(1870-1955) : 政治家。
- ダミア・アベジャ(1982-) : サッカー選手。
- イェニフェル・パレハ(1984-) : 女子水球選手。
- ブライ・マリャラッチ（英語版）(1987-) : 男子水球選手。
- アレックス・グラネル(1988-) : サッカー選手。
- オスカル・シエルバ・モレノ(1991-) : サッカー選手。

## 姉妹都市
- ノルマンディー地域圏セーヌ＝マリティーム県ノートル＝ダム＝ド＝ボンドヴィル（英語版）
- オクシタニー地域圏ピレネー＝オリアンタル県チュイル（英語版）

## 文献
- Panareda Clopés, Josep Maria; Rios Calvet, Jaume; Rabella Vives, Josep Maria (1989). Guia de Catalunya, Barcelona: Caixa de Catalunya. ISBN 84-87135-01-3 （スペイン語）. ISBN 84-87135-02-1 （カタルーニャ語）.

1. ↑  “Idescat. El municipio en cifras”. www.idescat.cat. 2024年3月14日閲覧。
2. ↑  Poblaciones de hecho desde 1900 hasta 1991. Cifras oficiales de los Censos respectivos.
3. ↑  Cifras oficiales de población resultantes de la revisión del Padrón municipal a 1 de enero.